# 1288
Cette page concerne l'année 1288  du calendrier julien.
L'année 1288 est une année bissextile qui commence un jeudi.

## Événements
- 28 mars (Pâques) : le moine nestorien Rabban Bar Sauma, envoyé en ambassade en occident par l’ilkhan d’Iran Arghoun, est à Rome auprès du pape Nicolas IV[1].

- 3 avril, Viêt Nam : victoire navale du général du Đại Việt Trần Hưng Đạo sur la dynastie Yuan à la bataille de la rivière Bạch Đằng. 400 navires de la flotte chinoise s'empalent sur des pieux placés dans le lit de la rivière. À la fin de l'année, le roi Trần envoie une ambassade à Pékin négocier la paix qui reconnaît la suzeraineté des Mongols[2].

- Marco Polo est envoyé en mission au Champa et au Viêt Nam par Kubilai Khan (1288 ou ultérieurement)[3].

- Révolte de Tripoli contre la princesse Lucie d'Antioche, sœur de Bohémond VII[4].

### Europe
- 5 février : inondation de la Sainte-Agathe aux Pays-Bas[5].
- 22 février : début du pontificat de Nicolas IV (jusqu'en 1292)[6].
- 15 avril[7] : traité de paix entre la république de Gênes et Pise.
- 17 avril[8] : conflit entre les paysans-commerçants de Gotland et les bourgeois de Visby, allemands et gothiques réunis. Les paysans tentent d’envahir la ville mais sont défaits par les troupes des citadins.
- 5 juin : victoire du duc Jean Ier de Brabant sur la Gueldre à la bataille de Worringen. Le duché du Limbourg passe aux ducs de Brabant, qui contrôlent ainsi l’artère commerciale de Cologne à Brême[9]. Les bourgeois de Cologne se soulèvent contre l'archevêque et la ville se proclame ville libre. Ils participent à la bataille.
- 8 août : le pape Nicolas IV proclame une croisade contre Ladislas IV de Hongrie, excommunié pour ne pas avoir converti les Coumans, ses alliés contre les barons hongrois.
- 3 novembre : libération de Charles II d'Anjou, prisonnier de l'Aragon depuis 1284[10].
- 15 décembre[11] : Modène tombe aux mains des Este (fin en 1796).

- Denis Ier de Portugal fonde un Studium Generale à Lisbonne. Il obtient l’autorisation pontificale de créer une université en 1290[12].